# 若霍夫島

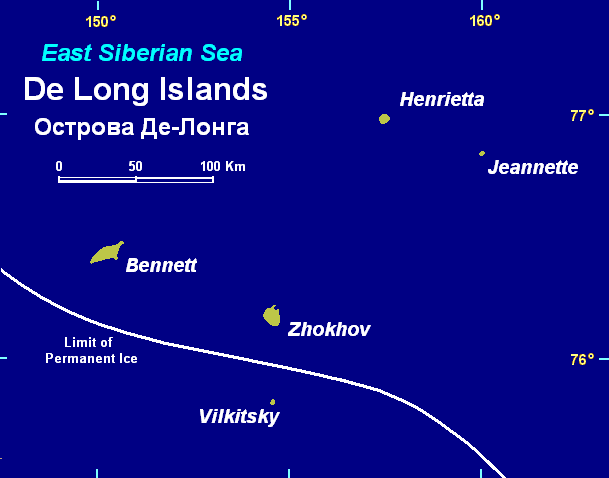
若霍夫島

若霍夫島是俄羅斯的島嶼，位於新西伯利亞島東北128公里的東西伯利亞海，是新西伯利亞群島，面積77平方公里，最高點海拔123米，由薩哈共和國負責管轄。